# Dendropsophus pseudomeridianus
Espèce
Synonymes
- Hyla pseudomeridiana Cruz, Caramaschi & Dias, 2000

Statut de conservation UICN

 LC  : Préoccupation mineure
Dendropsophus pseudomeridianus est une espèce d'amphibiens de la famille des Hylidae.

## Répartition
Cette espèce est endémique du Brésil. Elle se rencontre jusqu'à 279 m d'altitude à Seropédica, Rio de Janeiro, Jacarepaguá et Saquarema dans l'État de Rio de Janeiro et à Mimoso do Sul dans l'Espírito Santo.

## Publication originale
- Cruz, Caramaschi & Dias, 2000 : Espécie nova de Hyla Laurenti, 1768 do Estado do Rio de Janeiro, Brasil (Amphibia, Anura, Hylidae). Boletim do Museu Nacional, Nova Série, Zoologia, vol. 434, p. 1-8 (texte intégral).